# Les Démocrates (Italie)
Pour les articles homonymes, voir Les Démocrates.
Les Démocrates (en italien : I Democratici, Dem) est un parti politique italien du centre, chrétien social et social-libéral actif entre 1999 et 2002.

## Historique

### Fondation
Les Démocrates réunissent plusieurs forces de la coalition de centre gauche de L'Olivier dans la perspective des élections européennes, sur l'initiative de l'ancien président du Conseil des ministres Romano Prodi.
Participent au congrès fondateur du 27 février 1999 le Mouvement pour l'Olivier (MpU), l'Italie des valeurs (IDV), le Mouvement pour la démocratie - Le réseau (La Rete), l'Union démocratique (UD) et le « mouvement des maires » qui réunit notamment Francesco Rutelli, Enzo Bianco ou encore Massimo Cacciari.
Présidé par Prodi, les Dem remportent 7,7 % aux élections européennes, se classant ainsi en cinquième position des forces politiques italiennes. Arturo Parisi prend la succession de Prodi quand ce dernier devient président de la Commission européenne. L'IDV se retire en 2000 pour reprendre son indépendance.

### L'alliance avec le PPI et la dissolution
Aux élections générales de 2001, Les Démocrates forment une candidature commune avec le Parti populaire italien (PPI), le Renouveau italien (RI) et l'Union des démocrates pour l'Europe (UDEUR) : Démocratie est liberté - La Marguerite (DL). Cette dernière se transforme en parti politique à part entière l'année suivante.

## Résultats électoraux

### Élections européennes
| Année | %    | Mandats | Rang | Groupe |
| ----- | ---- | ------- | ---- | ------ |
| 1999  | 7,73 | 6 / 87  | 5e   | ELDR   |